# Supreme Allied Commander Europe
De Supreme Allied Commander Europe (SACEUR) heeft de leiding over het militaire commando van de Noord-Atlantische Verdragsorganisatie (NAVO). Het hoofdkwartier van de Supreme Allied Commander Europe is Supreme Headquarters Allied Powers Europe (SHAPE), dat gevestigd is in Casteau, direct ten noorden van de Belgische stad Bergen. 
De Supreme Allied Commander Europe is altijd een viersterrengeneraal van de Amerikaanse strijdkrachten. Enkele bekende Supreme Allied Commander Europe waren Dwight D. Eisenhower, Lyman Lemnitzer, Alexander Haig en Wesley Clark.
Van 1951 tot 2003 was de Supreme Allied Commander Europe verantwoordelijk voor alle geallieerde operaties binnen het grondgebied van Europa, en was deze functie verantwoording verschuldigd aan het wereldwijd opererend Allied Command Operations (ACO). Sinds 2003 is Supreme Headquarters Allied Powers Europe (SHAPE) het hoofdkwartier van Allied Command Operations (ACO), en worden alle NAVO-operaties wereldwijd hier gecoördineerd. De bevelhebber van Allied Command Operations wordt nog aangeduid als Supreme Allied Commander Europe (SACEUR), maar heeft dus wereldwijde bevoegdheid.
| Nr. | Supreme Allied Commander Europe | Supreme Allied Commander Europe                      | Ambtstermijn     | Ambtstermijn     | Krijgsmachtdeel / Eenheid                             | Secretaris–generaal               |
| --- | ------------------------------- | ---------------------------------------------------- | ---------------- | ---------------- | ----------------------------------------------------- | --------------------------------- |
| 1   | Dwight D. Eisenhower            | General of the Army Dwight D. Eisenhower (1890–1969) | 1 april 1951     | 30 mei 1952      | United States Army (Infanterie/Cavalerie)             | Hastings Ismay (1952–1957)        |
| 2   | Matthew Ridgway                 | General Matthew Ridgway (1895–1993)                  | 30 mei 1952      | 11 juni 1953     | United States Army (Infanterie/ Luchtlandingstroepen) | Hastings Ismay (1952–1957)        |
| 3   | Alfred Gruenther                | General Alfred Gruenther (1899–1983)                 | 11 juni 1953     | 20 november 1956 | United States Army (Artillerie)                       | Hastings Ismay (1952–1957)        |
| 4   | Lauris Norstad                  | General Lauris Norstad (1907–1988)                   | 20 november 1956 | 1 januari 1963   | United States Air Force (Bommenwerpers)               | Hastings Ismay (1952–1957)        |
| 4   | Lauris Norstad                  | General Lauris Norstad (1907–1988)                   | 20 november 1956 | 1 januari 1963   | United States Air Force (Bommenwerpers)               | Paul-Henri Spaak (1957–1961)      |
| 4   | Lauris Norstad                  | General Lauris Norstad (1907–1988)                   | 20 november 1956 | 1 januari 1963   | United States Air Force (Bommenwerpers)               | Dirk Stikker (1961–1964)          |
| 5   | Lyman Lemnitzer                 | General Lyman Lemnitzer (1899–1988)                  | 1 januari 1963   | 1 juli 1969      | United States Army (Artillerie)                       |                                   |
| 5   | Lyman Lemnitzer                 | General Lyman Lemnitzer (1899–1988)                  | 1 januari 1963   | 1 juli 1969      | United States Army (Artillerie)                       | Manlio Brosio (1964–1971)         |
| 6   | Andrew Goodpaster               | General Andrew Goodpaster (1915–2005)                | 1 juli 1969      | 15 december 1974 | United States Army (Infanterie/Genie)                 |                                   |
| 6   | Andrew Goodpaster               | General Andrew Goodpaster (1915–2005)                | 1 juli 1969      | 15 december 1974 | United States Army (Infanterie/Genie)                 | Joseph Luns (1971–1984)           |
| 7   | Alexander Haig                  | General Alexander Haig (1924–2010)                   | 15 december 1974 | 1 juli 1979      | United States Army (Infanterie)                       |                                   |
| 8   | Bernard Rogers                  | General Bernard Rogers (1921–2008)                   | 1 juli 1979      | 26 juni 1987     | United States Army (Infanterie)                       |                                   |
| 8   | Bernard Rogers                  | General Bernard Rogers (1921–2008)                   | 1 juli 1979      | 26 juni 1987     | United States Army (Infanterie)                       | Peter Carington (1984–1988)       |
| 9   | John Galvin                     | General John Galvin (1929–2015)                      | 26 juni 1987     | 26 juni 1992     | United States Army (Cavalerie/ Luchtlandingstroepen)  |                                   |
| 9   | John Galvin                     | General John Galvin (1929–2015)                      | 26 juni 1987     | 26 juni 1992     | United States Army (Cavalerie/ Luchtlandingstroepen)  | Manfred Wörner (1988–1994)        |
| 10  | John Shalikashvili              | General John Shalikashvili (1936–2011)               | 26 juni 1992     | 22 oktober 1993  | United States Army (Artillerie)                       |                                   |
| 11  | George Joulwan                  | General George Joulwan (1939)                        | 22 oktober 1993  | 11 juli 1997     | United States Army (Infanterie/Cavalerie)             |                                   |
| 11  | George Joulwan                  | General George Joulwan (1939)                        | 22 oktober 1993  | 11 juli 1997     | United States Army (Infanterie/Cavalerie)             | Sergio Balanzino (1994)           |
| 11  | George Joulwan                  | General George Joulwan (1939)                        | 22 oktober 1993  | 11 juli 1997     | United States Army (Infanterie/Cavalerie)             | Willy Claes (1994–1995)           |
| 11  | George Joulwan                  | General George Joulwan (1939)                        | 22 oktober 1993  | 11 juli 1997     | United States Army (Infanterie/Cavalerie)             | Sergio Balanzino (1995)           |
| 11  | George Joulwan                  | General George Joulwan (1939)                        | 22 oktober 1993  | 11 juli 1997     | United States Army (Infanterie/Cavalerie)             | Javier Solana (1995–1999)         |
| 12  | Wesley Clark                    | General Wesley Clark (1944)                          | 11 juli 1997     | 3 mei 1999       | United States Army (Infanterie/ Luchtlandingstroepen) |                                   |
| 12  | Wesley Clark                    | General Wesley Clark (1944)                          | 11 juli 1997     | 3 mei 1999       | United States Army (Infanterie/ Luchtlandingstroepen) | George Robertson (1999–2004)      |
| 13  | Joseph Ralston                  | General Joseph Ralston (1943)                        | 3 mei 1999       | 14 januari 2003  | United States Air Force (Jachtvliegtuigen)            |                                   |
| 14  | James Jones                     | General James Jones (1943)                           | 14 januari 2003  | 7 december 2006  | United States Marine Corps (Snellereactie-eenheden)   |                                   |
| 14  | James Jones                     | General James Jones (1943)                           | 14 januari 2003  | 7 december 2006  | United States Marine Corps (Snellereactie-eenheden)   | Jaap de Hoop Scheffer (2004–2009) |
| 15  | Bantz Craddock                  | General Bantz Craddock (1949)                        | 7 december 2006  | 1 juli 2009      | United States Army (Cavalerie)                        |                                   |
| 16  | James Stavridis                 | Admiral James Stavridis (1955)                       | 1 juli 2009      | 13 mei 2013      | United States Navy (Oorlogsschepen)                   |                                   |
| 16  | James Stavridis                 | Admiral James Stavridis (1955)                       | 1 juli 2009      | 13 mei 2013      | United States Navy (Oorlogsschepen)                   | Anders Fogh Rasmussen (2009–2014) |
| 17  | Philip Breedlove                | General Philip Breedlove (1955)                      | 13 mei 2013      | 4 mei 2016       | United States Air Force (Jachtvliegtuigen)            |                                   |
| 17  | Philip Breedlove                | General Philip Breedlove (1955)                      | 13 mei 2013      | 4 mei 2016       | United States Air Force (Jachtvliegtuigen)            | Jens Stoltenberg (2014–2024)      |
| 18  | Curtis Scaparrotti              | General Curtis Scaparrotti (1956)                    | 4 mei 2016       | 4 mei 2019       | United States Army (Infanterie/ Luchtlandingstroepen) |                                   |
| 19  | Tod Wolters                     | General Tod Wolters (1960)                           | 4 mei 2019       | 4 juli 2022      | United States Air Force (Jachtvliegtuigen)            |                                   |
| 20  | Christopher Cavoli              | General Christopher Cavoli (1965)                    | 4 juli 2022      | 4 juli 2025      | United States Army (Infanterie)                       |                                   |
| 21  | Alexus Grynkewich               | General Alexus Grynkewich                            | 4 juli 2025      | heden            | United States Air Force (Jachtvliegtuigen)            | Mark Rutte (2024-heden)           |